# Eexterveenschekanaal
Eexterveenschekanaal est un village néerlandais dans la commune d'Aa en Hunze, dans la province de Drenthe. Le 1er janvier 2007, Eexterveenschekanaal comptait 231 habitants.
C'est un village-rue qui s'étend le long du Grevelingskanaal entre les villages de Bareveld et Annerveenschekanaal, auxquels son histoire est liée. Créé à la fin du XVIIIe siècle sous le nom d'Eexterveensche Compagnie pour l'exploitation de la tourbe et le défrichement des terres gagnés sur le marais, rythmé par la navigation sur le canal, c'est aujourd'hui un village calme et paisible.